# 井立勝己
井立 勝己（いだち かつみ、1943年〈昭和18年〉5月15日 - ）は日本の地方公務員。埼玉県出納長、埼玉高速鉄道監査役、同信用保証協会会長を歴任。瑞宝小綬章受章。

## 人物・経歴
1962年4月 埼玉県庁入庁、2000年 (平成12年) 4月 総合政策部地域政策局長、2001年4月 埼玉県議会事務局長、2002年4月 埼玉県土地開発公社理事長、2003年4月 柴崎篤房の後任として埼玉県出納長就任。同年6月 埼玉高速鉄道株式会社監査役、株式会社テレビ埼玉監査役、埼玉新都市交通株式会社監査役を兼務。2005年3月 田村健次を後任として出納長を退職。同年6月 埼玉県信用保証協会会長、2007年4月 埼玉県済生会監事、2008年6月 AGS監査役、2009年11月 埼玉県住宅供給公社監事、2010年4月 公立大学法人埼玉県立大学監事。

## 栄典
- 2016年4月 春の叙勲で地方自治功労により瑞宝小綬章を受章[4]